# Максвелл (Каліфорнія)
Максвелл (англ. Maxwell) — переписна місцевість (CDP) в США, в окрузі Колуса штату Каліфорнія. Населення — 1067 осіб (2020).

## Географія
Максвелл розташований за координатами 39°16′37″ пн. ш. 122°11′41″ зх. д. / 39.27694° пн. ш. 122.19472° зх. д. (39.277078, -122.194676).  За даними Бюро перепису населення США в 2010 році переписна місцевість мала площу 5,57 км², уся площа — суходіл.

## Демографія
Згідно з переписом 2010 року, у переписній місцевості мешкали 1103 особи в 365 домогосподарствах у складі 275 родин. Густота населення становила 198 осіб/км².  Було 408 помешкань (73/км²).
Расовий склад населення:
| - 66,5 % — білих - 1,3 % — корінних американців - 1,0 % — чорних або афроамериканців - 0,8 % — азіатів - 0,2 % — вихідців з тихоокеанських островів - 27,7 % — осіб інших рас |

До двох чи більше рас належало 2,4 %. Частка іспаномовних становила 51,7 % від усіх жителів.
За віковим діапазоном населення розподілялося таким чином: 32,3 % — особи молодші 18 років, 54,0 % — особи у віці 18—64 років, 13,7 % — особи у віці 65 років та старші. Медіана віку мешканця становила 33,9 року. На 100 осіб жіночої статі у переписній місцевості припадало 108,9 чоловіків;  на 100 жінок у віці від 18 років та старших — 101,9 чоловіків також старших 18 років.
Середній дохід на одне домашнє господарство  становив 54 565 доларів США (медіана — 46 944), а середній дохід на одну сім'ю — 56 473 долари (медіана — 55 962). За межею бідності перебувало 9,7 % осіб, у тому числі 12,7 % дітей у віці до 18 років та 4,1 % осіб у віці 65 років та старших.
Цивільне працевлаштоване населення становило 385 осіб. Основні галузі зайнятості: виробництво — 22,1 %, сільське господарство, лісництво, риболовля — 22,1 %, освіта, охорона здоров'я та соціальна допомога — 18,4 %.